# Mercyline Chelangat
Mercyline Chelangat (sinh ngày 17 tháng 12 năm 1997) là một vận động viên chạy đường dài người Uganda. Cô đã thi đấu ở nội dung 10.000 mét nữ tại Giải vô địch thế giới năm 2017 về điền kinh.